# Jay Rodriguez
Jay Enrique Rodriguez, född 29 juli 1989 i Burnley, är en engelsk fotbollsspelare (anfallare) som spelar för Wrexham.

## Klubbkarriär
Den 9 juli 2019 återvände Rodriguez till Burnley, där han skrev på ett tvåårskontrakt. I maj 2022 förlängde Rodriguez sitt kontrakt med två år.
Den 31 januari 2025 värvades Rodriguez av League One-klubben Wrexham, där han skrev på ett 1,5-årskontrakt.

## Landslagskarriär
Rodriguez debuterade för det engelska landslaget i en match mot Chile i november 2013.